# الحسين بن جوهر
القائد الحسين بن جوهر الصقلي وزير الحاكم بأمر الله الفاطمي.
لم يعرف تاريخ ولادته وسيرته قبل والده اذ في شهر ذي القعدة من سنة 381 هجرية اعتل جوهر، فعاده العزيز، وأرسل إليه خمسة آلاف دينار، ثم بعث له أيضا الأمير منصور بن عبد العزيز ومعه خمسة آلاف دينار أخرى، وتوفي جوهر سنة 381 هجرية. وقد قام العزيز بإرسال الحنوط والكفن للمتوفى، فكُفن في سبعين ثوباً، ما بين مثقل وموشى بالذهب، ثم صلى عليه العزيز، ودفن بالقرافة الكبرى، وأمر العزيز بترقية الحسين ابن جوهر الصقلي، وجعله في رتبة أبيه، ولقبه بالقائد ابن القائد، ومكّنه من جميع ما خلّفه أبوه.تزوج بلمياء بنت حمدون أمير سجلماسة في ذلك العهد وساهم في احتلال الفاطميين لمصر 

## مع الحاكم بأمر الله
قال المقريزى المواعظ والاعتبار في ذكر الخطب والآثار - الجزء الثالث ( 99 من 167 ) :
لما قتلَ الحاكمُ الأستاذَ برجوان خلع على القائد حسين لثلاث عشرة ليلة خلت من جمادى الأولى سنة تسعين وثلثمائة ثوبًا أحمر وعمامة زرقاء مذهّبة وقلّده سيفًا محلّى بذهب وحمله على فرس بسرج ولجام من ذهب وقاد بين يديه ثلاثة أفراس بمراكبها وحمل معه خمسين ثوبًا صحاحًا من كلّ نوع وردّ إليه التوقيعات والنظر في أمرو النار وتدبير المملكة كما كان برجوان ولم يطلق عليه اسم وزير فكان يبكّر إلى القصر ومعه خليفته الرئيس أبو العلاء فهد بن إبراهيم النصراني - كاتب برجوان - فينظران في الأمور ثمّ يدخلان وينهيان الحال إلى الخليفة فيكون القائد جالسًا وفهد في خلفه قائمًا.
ومنع القائد الناس أن يلقوه في الطريف أويركبوا إليه في داره وأنّ من كان له حاجة فليبلغه إياها بالقصر ومنع الناس من مخاطبته في الرقاع بسيدنا وأمر أن لا يخاطب ولا يكاتب إلا بالقائد فقط وتشدّد في ذلك لخوفه من غيرة الحاكم حتّى أنّه رأى جماعة من القوّاد الأتراك قيامًا على الطريق ينتظرونه فأمسك عنان فرسه ووقف وقال لهم: كلّنا عبيد مولانا صلوات الله عليه ومماليكه ولست والله أبرح من موضعي أو تنصرفوا عنّي ولا يلقاني أحد إلا في القصر فانصرفوا وأقام بعد ذلك خادمًا من الصقالبة الطرّادين على الطريق بالنوبة لمنع الناس المجيء إلى داره ومن لقائه إلا في القصر وأمر أبا الفتوح مسعود الصقلبي صاحب الستر أن يوصل الناس بأسرهم إلى الحاكم وأن لا يمنع أحدًا عنه.
فلما كان في سابع عشر جمادى الآخرة قرئ سجل على سائر المنابر بتلقيب القائد حسين بقائد القوّاد وخلع عليه ومازال إلى يوم الجمعة سابع شعبان سنة ثمان وتسعين وثلاثمائة فاجتمع سائر أهل الدولة في القصر بعدما طلبوا وخرج الأمر إليه أن لا يقام لأحد وخرج خادم من عند الخليفة فأسرّ إلى صاحب الستر كلامًا فصاح: صالح بن عليّ فقام صالح بن عليّ الرودباذي متقلّد ديوان الشام فأخذ صاحب الستر بيده وهو لا يعلم هو ولا أحد ما يراد به فأدخل إلى بيت المال وأخرج وعليه درّعة مصمتة وعمامة مذهّبةً ومعه مسعود فأجلسه بحضرة قائد القوّاد وأخرج سجلًا قرأه ابن عبد السميع الخطيب فإذا فيه ردّ سائر الأمور التي نظر فيها قائد القواد حسين بن جوهر إلي. فعندما سمع من السجل ذكره قام وقبّل الأرض. فلما انتهت قراءة السجلّ قام قائد القوّاد وقبّل خدّ صالح وهنأه. وانصرف فكان يركب إلى القصر ويحضر الأسمِطة إلى اليوم الثالث من شوّال أمره الحاكم أن يلزم داره هو وصهره قاضي القضاة عبد العزيز بن النعمان وأن لا يركباهما وسائر أولادهما فلبسا الصوف ومُنع الناس من الاجتماع بهما وصاروا يجلسون على حُصْر.
فلمّا كان في تاسع عشر ذي القعدة عفا عنهما الحاكم وأذن لهما في الركوب فركبا إلى القصر بزيّهما من غير حلق شعر ولا تغيير حال الحزن فلمّا كان في حادي عشر جمادة الآخرة سنة تسع وتسعين وثلاثمائة قبض على عبد العزيز بن النعمان وطلب القاهرة وأسواقها فأفرج عنه ونودي أن لا يغلق أحد فرّدَّ حسين بعد ثلاثة أيام بابنيه وتمثلوا بحضرة الحاكم فعفا عنهم وأمرهم بالمسير إلى دورهم بعد أن خلع على حسين وعلى صهره عبد العزيز وعلى أولادهما وكُتب لهما أمانان ثمّ أعيد عبد العزيز في شهر رمضان إلى ما كان يتقلّده من النظر في المظالم ثم رَدّ الحاكم في شهر ربيع الأوّل سنة أربعمائة على حسين بن جوهر وأولاده وصهره عبد العديز ما كان لهم من الإقطاعات وقرئ لهم سجل بذلك.
فلما كان ليلة التاسع من ذي القعدة فرّ حسين بأولاده وصهره وجميع أموالهم وسلاحهم فسير الحاكم الخيل في طلبهم نحو دجوة فلم يدركهم وأوقع الحوطة على سائر دورهم وجعلت للديوان المفرد وهو ديوان أحدثه الحاكم يتعلّق بما يقبض من أموال من يسخط عليه وحمل سائر ما وجد لهم بعدما ضبط وخرجت العساكر في طلب حسين ومن معه وأشيع أنّه قد صار إلى بني قرّة بالبحيرة فأنفدت إليه الكتب بتأمينه واستدعائه إلى الحضور فأعاد الجواب بأنه لا يخل ما دام أبو نصر بن عبدون النصرانيّ الملقّب بالكافي ينظر في الوساطة ويوقّع عن الخليفة فإنّي أحسنت إليه أيام نظري فسعى بين إلى المحرّم سنة إحدى وأربعمائة وقدم حسين بن جوهر ومعه عبد العزيز بن النعمان وسائر من خرج معهما فخرج جميع أهل الدولة إلى لقائ وتلقّته الخلع فأُفيضت عليه وعلى أولاده وصهره وقيّد بين أيديهم الدواب فلمّا وصلوا إلى باب القاهرة ترجّلوا ومشرواومشى الناس بأسرهم إلى القصر فصاروا بحضرة الحاكم ثمّ خرجوا وقد عفا عنهم وأذن لحسين أن يكاتّب بقائد القوّاد ويكون اسمه تاليًا للقبه وأني خاطب بذلك. وانصرف إلى داره فكان يوما عظيمًا وحمل إليه جميع ما قبض له من مال وعقار وغيره وأنعم عليه وواصل الركوب هو وعبد العزيز بن النعمان إلى القصر ثم قبض عليه وعلى عبد العزيز واعتقلا ثلاثة أيام ثمّ حلفا أنّهما لا يغيبان عن الحضرة وأشهدا على أنفسهما بذلك وأفرج عنهما وحلف لهما الحاكم في أمان كتبه لهما.

## مقتله
فلما كان في ثاني عشر جمادى الآخرة سنة إحدى وأربعمائة ركب حسين وعبد العزيز على رسمهما إلى القصر فلمّا خر للسلام على الناس قيل للحسين وعبد العزيز وأبي علي أخي الفضل: أجلسوا لأمر تريده الحضرة منكم فجلس الثلاثة وأنصرف الناس فقبض عليهم وقتلوا في وقت واحد وأحيد بأموالهم وضياعهم ودورهم وأخذت الأمانات والسجلات التي كتبت لهم.
واستدعي أولاد عبد العزيز بن النعمان وأولاد حسين بن جوهر ووُعدوا بالجميل وخلع عليهم وجملوا والله يفعل ما يشاء.